# Leucos basak
Leucos basak é uma espécie de peixe actinopterígeo da família Cyprinidae.
Pode ser encontrada nos seguintes países: Albania, Bósnia e Herzegovina, Croácia e Sérvia e Montenegro.
Os seus habitats naturais são: rios intermitentes e lagos de água doce.
Está ameaçada por perda de habitat.